# Nagid
Nagid (hebreu: נגיד) és un terme hebreu que significa ‘príncep’ o ‘líder’. Aquest títol s'aplicava sovint al líder religiós de les comunitats sefardites de l'Edat Mitjana. A Egipte, el nagid jueu tenia poder sobre tots els jueus que vivien sota el domini del rei d'Egipte; estava investit amb tot el poder d'un rei i podia castigar i empresonar aquells que actuaven en oposició als seus decrets; el seu deure també era nomenar els dayyanim (‘jutges’) a cada ciutat.
Segons els erudits musulmans, el paper del nagid (també anomenat ràïs, ‘cap’) era representar la majoria rabbanita, però també representar els grups minoritaris dels karaïtes i els samaritans. En conseqüència, la seva funció era «unir els jueus i evitar la seva separació», principalment servint-los com a autoritat legal d'acord amb les seves lleis i costums.
Entre les persones que van dur aquest títol hi ha (les dates fan referència a la seva vida o a quan són documentats, no a quan van posseir el títol):
- Samuel ha-Naguid (Shmuel Ha-Naggid), 993-1056
- Sa'adya ben Mevorakh, 999-?
- David ben Daniel, fl. 1078-1094
- Joseph ibn Naghrela (Yosef Ha-Naggid), 1035-1066
- Yehudah «Judah» ben Sa'adya, 1020-1080
- Abu-l-Fadl Mevorakh ben Saʿadya, 1040-1111
- Nethan'el ben Mevorakh, 1098- c. 1160
- Moses ben Mevorakh, fl. 1110-c.1141
- Nethanel ben Moses Ha-Levi, fl. 1160-1170
- Sar Shalom ben Moisès, ? -1204
- Maimònides, 1138-1204
- Abraham ben Moisès ben Maimon, 1186-1237
- David HaNagid, 1222-1300
- Avraham HaNagid, c. 1246–c. 1316
- Iehoshua HaNagid, 1310-1355
- David ben Joshua Maimuni, 1335?-1415?